# Zygoneura setimedia
Zygoneura setimedia är en tvåvingeart som beskrevs av Edwards 1931. Zygoneura setimedia ingår i släktet Zygoneura och familjen sorgmyggor. Inga underarter finns listade i Catalogue of Life.